# 迪特尔·阿伦德
迪特尔·阿伦德（德語：Dieter Arend，1914年8月14日—？），德国男子赛艇运动员。他曾代表德国参加1936年夏季奥林匹克运动会赛艇比赛，获得男子双人单桨有舵手金牌。